# 双一次変換
双一次変換（そういちじへんかん Bilinear transform 双一次Z変換 タスティン変換、台形差分法 Trapezoidal methodとも呼ばれる）は、デジタル信号処理において、連続時間領域における線型時不変 (LTI)フィルタの伝達関数{\displaystyle H_{a}(s)\ }(アナログフィルタと呼ばれる)を離散時間領域における線形シフト不変フィルタの伝達関数{\displaystyle H_{d}(z)\ }(スイッチトキャパシタで構成されるアナログフィルタも離散時間フィルタだが、デジタルフィルタと呼ばれる)に変換するのによく用いられる等角写像のひとつである。
この変換では、s平面上の{\displaystyle Re[s]=0\ }、{\displaystyle j\omega \ }をz平面上の{\displaystyle |z|=1\ }の単位円に写像する。
双一次変換は元のフィルタの安定性を保存し、連続時間フィルタ{\displaystyle H_{a}(j\omega _{a})\ }の周波数応答のすべての点を離散時間フィルタ{\displaystyle H_{d}(e^{j\omega _{d}T})\ }の周波数応答の対応する点に1対1に写像する。ただし以下の周波数歪みの項で述べるようにもとの周波数とはすこし異なる周波数へ写像される。この歪みは低周波域ではほとんど目立たないが、ナイキスト周波数に近づくほど顕著になる。
単位インパルスによってサンプリングされた離散時間信号にラプラス変換を行うと結果は正確にZ変換として表されるが、双一次変換は以下の式に示すようにz平面からs平面への正確な写像を行う自然対数関数の一次近似である。
{\displaystyle {\begin{aligned}z&=e^{sT}\\&={\frac {e^{sT/2}}{e^{-sT/2}}}\\&\approx {\frac {1+sT/2}{1-sT/2}}\end{aligned}}}
（ただし{\displaystyle T\ }は離散時間フィルタのサンプル時間でサンプリング周波数の逆数）により近似できる。上の式を{\displaystyle s\ }について解くか、{\displaystyle s=(1/T)\ln(z)\ \ }を同様に近似すると、この変換の逆写像とその双一次近似は
{\displaystyle {\begin{aligned}s&={\frac {1}{T}}\ln(z)\\&={\frac {2}{T}}\tanh ^{-1}{\frac {z-1}{z+1}}\\&={\frac {2}{T}}\left[{\frac {z-1}{z+1}}+{\frac {1}{3}}\left({\frac {z-1}{z+1}}\right)^{3}+{\frac {1}{5}}\left({\frac {z-1}{z+1}}\right)^{5}+{\frac {1}{7}}\left({\frac {z-1}{z+1}}\right)^{7}+\cdots \right]\\&\approx {\frac {2}{T}}{\frac {z-1}{z+1}}\\&\approx {\frac {2}{T}}{\frac {1-z^{-1}}{1+z^{-1}}}\end{aligned}}}
となる。双一次変換とは、この一次近似を用い連続時間の伝達関数{\displaystyle H_{a}(s)\ }において
{\displaystyle s\leftarrow {\frac {2}{T}}{\frac {z-1}{z+1}}}とし

{\displaystyle H_{d}(z)=H_{a}(s){\bigg |}_{s={\frac {2}{T}}{\frac {z-1}{z+1}}}=H_{a}\left({\frac {2}{T}}{\frac {z-1}{z+1}}\right)\ }とするものである。
双一次変換はメビウス変換と呼ばれる等角写像の特殊な場合であり、以下のように定義される。
{\displaystyle z^{\prime }={\frac {az+b}{cz+d}}}

## 安定性と最小位相の保持
連続時間フィルタはその伝達関数の極がs平面上の左半平面にあるとき、安定である。離散時間フィルタはその伝達関数の極がz平面上の単位円内にあるとき安定である。双一次変換はs平面の左半平面をz平面上の単位円内に写像する。このため連続時間領域で設計されたフィルタが安定ならそれを変換した離散時間領域のフィルタも安定である。
同様に、連続時間フィルタが最小位相ならその伝達関数の零点はs平面上の左半平面にあるため、離散時間フィルタの伝達関数の零点はz平面上の単位円内に位置し、最小位相となる。

## 周波数歪み
連続時間フィルタの周波数応答は、伝達関数{\displaystyle H_{a}(s)\ }で{\displaystyle s=j\omega \ }とすれば求められる。同様に離散時間フィルタの周波数応答は伝達関数{\displaystyle H_{d}(z)\ }で{\displaystyle z=e^{j\omega T}\ }とすれば求められる。双一次変換で設計された離散時間フィルタに実際に{\displaystyle \omega \ }が入力されたとき、その周波数応答が連続時間フィルタのどの周波数{\displaystyle \omega _{a}\ }に対応するかというと、
{\displaystyle H_{d}(z)=H_{a}\left({\frac {2}{T}}{\frac {z-1}{z+1}}\right)\ }
| {\displaystyle H_{d}(e^{j\omega T})\ } | {\displaystyle =H_{a}\left({\frac {2}{T}}{\frac {e^{j\omega T}-1}{e^{j\omega T}+1}}\right)\ }                                                                                                 |
|                                        | {\displaystyle =H_{a}\left({\frac {2}{T}}\cdot {\frac {e^{j\omega T/2}\left(e^{j\omega T/2}-e^{-j\omega T/2}\right)}{e^{j\omega T/2}\left(e^{j\omega T/2}+e^{-j\omega T/2}\right)}}\right)\ } |
|                                        | {\displaystyle =H_{a}\left({\frac {2}{T}}\cdot {\frac {\left(e^{j\omega T/2}-e^{-j\omega T/2}\right)}{\left(e^{j\omega T/2}+e^{-j\omega T/2}\right)}}\right)\ }                               |
|                                        | {\displaystyle =H_{a}\left(j{\frac {2}{T}}\cdot {\frac {\left(e^{j\omega T/2}-e^{-j\omega T/2}\right)/(2j)}{\left(e^{j\omega T/2}+e^{-j\omega T/2}\right)/2}}\right)\ }                       |
|                                        | {\displaystyle =H_{a}\left(j{\frac {2}{T}}\cdot {\frac {\sin(\omega T/2)}{\cos(\omega T/2)}}\right)\ }                                                                                        |
|                                        | {\displaystyle =H_{a}\left(j{\frac {2}{T}}\cdot \tan \left(\omega {\frac {T}{2}}\right)\right)\ }                                                                                             |
|                                        | {\displaystyle =H_{a}\left(j\omega _{a}\right)\ } |

となり、これは離散時間フィルタにおいてz平面内の単位円上のすべての点、{\displaystyle z=e^{j\omega T}\ }が連続時間フィルタのs平面上の{\displaystyle j\omega \ }軸、{\displaystyle s=j\omega _{a}\ }に写像されることを示している。よって双一次変換での離散時間周波数から連続時間周波数への写像は
{\displaystyle \omega _{a}={\frac {2}{T}}\tan \left(\omega {\frac {T}{2}}\right)}
となり、その逆は
{\displaystyle \omega ={\frac {2}{T}}\arctan \left(\omega _{a}{\frac {T}{2}}\right)}
となる。
離散時間フィルタは周波数{\displaystyle \omega \ }において連続時間フィルタの周波数{\displaystyle (2/T)\tan(\omega T/2)\ }での振る舞いと同じ振る舞いをする。特にゲインと位相に関して、離散時間フィルタは周波数{\displaystyle \omega \ }において連続時間フィルタの周波数{\displaystyle (2/T)\tan(\omega T/2)\ }でのゲイン・位相に等しくなる。その特性の現れる周波数はわずかに異なるが、連続時間フィルタの周波数応答のすべての特徴が離散時間フィルタに現れることを意味する。低周波域においては{\displaystyle \omega \approx \omega _{a}\ }となる。
連続時間周波数の範囲
{\displaystyle -\infty <\omega _{a}<+\infty \ }
は周波数区間
{\displaystyle -{\frac {\pi }{T}}<\omega <+{\frac {\pi }{T}}.\ }
に写像される。
連続時間フィルタの周波数{\displaystyle \omega _{a}=0\ }なら対応する離散時間フィルタの周波数{\displaystyle \omega =0\ }となり、連続時間フィルタの周波数{\displaystyle \omega _{a}=\pm \infty \ }なら対応する離散時間フィルタの周波数{\displaystyle \omega =\pm \pi /T\ }となる。
さらに{\displaystyle \omega _{a}\ } と {\displaystyle \omega \ }の関係は非線形であり、これは周波数歪みと呼ばれている。
連続時間フィルタの仕様として与えられている周波数（遮断周波数や中心周波数）を、この
{\displaystyle \omega _{a}={\frac {2}{T}}\tan \left(\omega {\frac {T}{2}}\right)\ }
によってあらかじめ補正して設計することもでき、これはプリワーピングと呼ばれる。
この周波数歪みによる主な利点は、インパルス不変法で見られるような周波数応答のエイリアシングが発生しないことである。